# Illice minuta
Illice minuta là một loài bướm đêm thuộc phân họ Arctiinae, họ Erebidae.